# Филипсбург (Синт-Мартен)

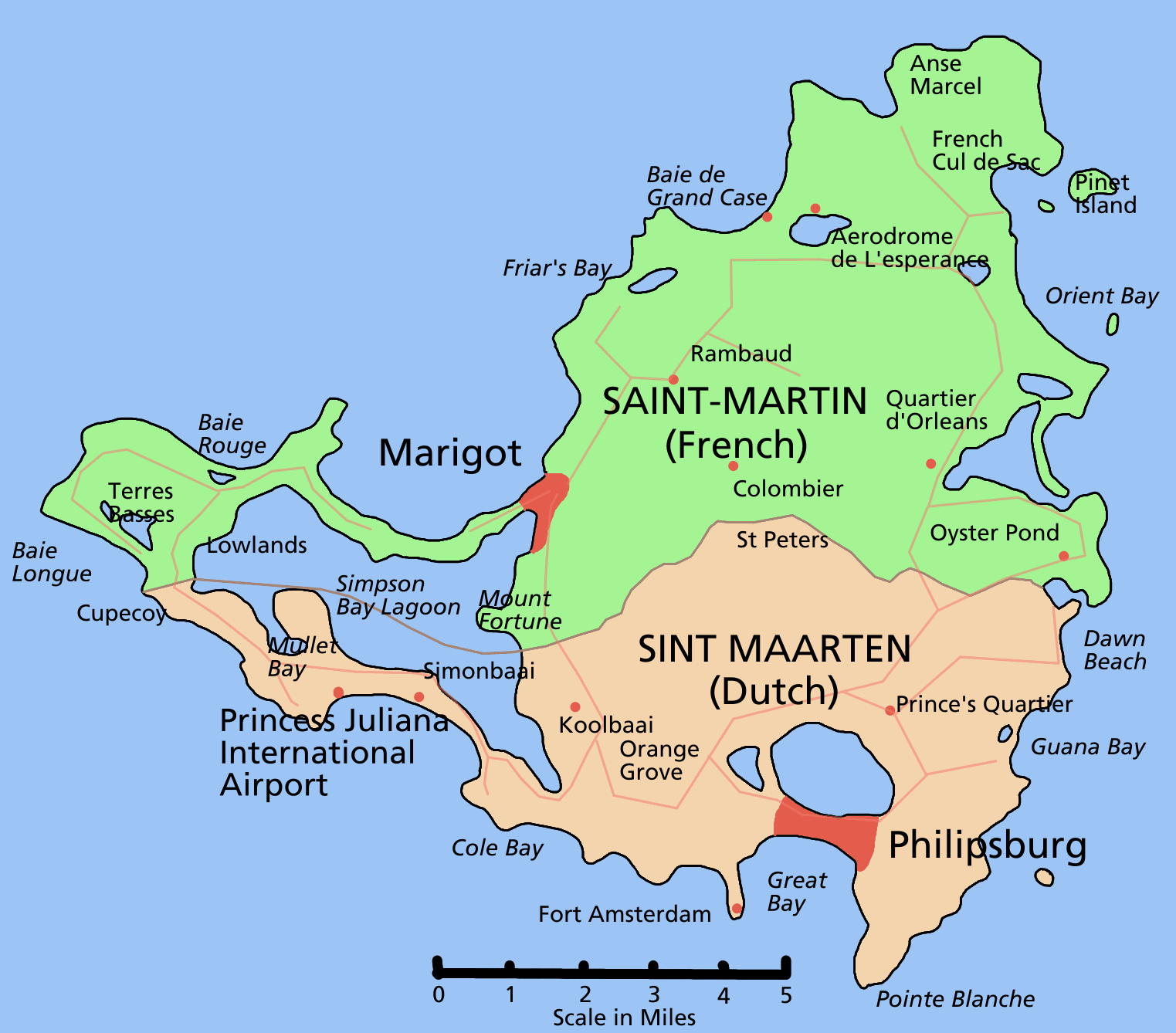
Местоположение Филипсбурга

Филипсбург (нидерл. Philipsburg, МФА: [ˈfilɪpsbʏrx]) — единственный город Синт-Мартена, нидерландской части острова Святого Мартина, являющийся его столицей, место размещения его органов власти. Население 1338 человек (2006).

## История
Город занимает узкую полоску земли — длинную песчаную косу, которая отделяет лагуну Салт-Понд от залива Грейт-Бей. Джон Филипс, моряк голландского флота шотландского происхождения, дал импульс развитию острова, основав на нём несколько сахарных заводов. Через некоторое время Филипс был назначен городским главой, а с 1738 года город стал носить его имя. Филипсбург превратился в центр международной торговли.

## Инфраструктура
Город состоит, по сути, всего из двух улиц: Форстрат (Передняя улица) и Ахтерстрат (Тыльная улица), — соединённых между собой сетью коротких и узких переулков. Большинство местных зданий относятся к классическим образцам ранней колониальной архитектуры — крутые черепичные крыши, красно-белые фасады и небольшие окна с частыми крашеными рамами, которые практически точь-в-точь копируют старые голландские деревенские дома.
В городе имеется 6 церквей, монумент королевы Вильгельмины, Музей Синт-Мартена с обширной исторической коллекцией и собранием предметов с затонувшего в 1801 году у стен форта Амстердам фрегата «Прозелита». На Передней улице находится белое деревянное здание суда постройки 1793 года.
К западу от Филипсбурга находится Аэропорт Принцессы Юлианы, один из крупнейших аэропортов региона.